# Caudellia
Caudellia é um gênero de mariposa pertencente à família Crambidae.